# Ostafrikasaurus
Ostafrikasaurus là một chi khủng long, được Buffetaut mô tả khoa học năm 2012.